# Phalacrotophora flexivena
Phalacrotophora flexivena är en tvåvingeart som beskrevs av Borgmeier 1961. Phalacrotophora flexivena ingår i släktet Phalacrotophora och familjen puckelflugor. Inga underarter finns listade i Catalogue of Life.